# Alessandro Tripaldelli
Alessandro Tripaldelli, né le 9 février 1999 à Naples en Italie, est un footballeur italien. Il évolue au poste d'arrière gauche au SSC Bari.

## Biographie

### En club
Formé à la Juventus, il signe à l'US Sassuolo le 30 janvier 2018. 
Le 31 août 2018, il part en prêt au PEC Zwolle, où il joue son premier match le 16 septembre 2018 contre le Vitesse Arnhem. Le 10 janvier 2019, il rejoint le FC Crotone, sous forme de prêt. 
Le 15 août 2021, Tripaldelli est prêté pour une saison avec obligation d'achat à la SPAL.

### En sélection
Avec les moins de 17 ans, il inscrit un but lors d'un match amical contre Israël en novembre 2015. Il participe ensuite au championnat d'Europe des moins de 17 ans en 2016. Lors de cette compétition, il joue trois matchs. L'Italie enregistre une seule victoire, contre la Serbie.
Avec les moins de 19 ans, il participe au championnat d'Europe des moins de 19 ans en 2018. Lors de cette compétition, il joue cinq matchs. L'Italie s'incline en finale face au Portugal après prolongation.
Par la suite, avec les moins de 20 ans, il dispute la Coupe du monde des moins de 20 ans en 2019. Lors du mondial junior organisé en Pologne, il est titulaire indiscutable et joue sept matchs. L'Italie se classe quatrième du mondial.

## Palmarès

### En sélection
|  |  | Italie -19 ans - Euro des moins de 19 ans - Finaliste : 2018 |